# Badal Sarkar
Pour les articles homonymes, voir Sarkar.
Badal Sircar, également connu sous le nom de Badal Sarkar était un dramaturge et metteur en scène indien, plus particulièrement connu pour ses pièces anti-establishment durant le mouvement naxaliste des années 1970 et par sa volonté de déplacer le théâtre du proscenium vers l'espace public : c'est ainsi qu'il transforma sa troupe  Shatabdi, créée en 1967, en « tiers théâtre », formule qu'employait aussi Eugenio Barba. Auteur de plus de 50 pièces, il fut un pionnier du théâtre de rue, du théâtre expérimental et du théâtre contemporain bengalis avec son théâtre égalitaire du « tiers théâtre ».

## Biographie
Né à Calcutta, il fut d'abord scolarisé à la Scottish Church Collegiate School (en) avant d'être transféré au Scottish Church College, où son père était professeur d'histoire. Il étudia ensuite à l'Indian Institute of Engineering Science and Technology, Shibpur (en) de Shibpur, puis intégra l'université de Calcutta. En 1992, il obtint un master en littérature comparée à l'université de Jadavpur.
Travaillant d'abord comme urbaniste en Inde, Angleterre et Nigeria, il devint acteur en 1951, puis metteur en scène, puis auteur, et il développa son approche du « tiers théâtre » : communication avec le public, réalisme dans le jeu, pas de lumière artificielle, sobriété du décor et des costumes,.
Travaillant alors au Nigeria, il publia en 1963 sa première pièce marquante, Ebong Indrajit. Mise en scène en 1965, elle lui permit d'accéder à une certaine célébrité du fait qu'elle peignait « avec exactitude la solitude de la jeune urbaine d'après l'indépendance ». Suivirent d'autres pièces, toutes mises en scène pendant les années 1960 par le groupe de Sombhu Mitra (en).
En 1967, il forma sa troupe de théâtre qu'il appela Shatabdi et s'inspira du théâtre itinérant rural et traditionnel Jatra pour poursuivre son « théâtre tiers » : lieux trouvés plutôt que loués, participation du public, peu ou pas de maquillage, etc. Et c'est sur cette lancée qu'il fit des pièces anti-establishment pendant le mouvement naxaliste,,,